# 刺棒南星
刺棒南星（学名：Arisaema echinatum）为天南星科天南星属的植物。分布于尼泊尔、锡金、不丹以及中国大陆的西藏、云南等地，生长于海拔2,600米至3,200米的地区，多生长在山坡林下，目前尚未由人工引种栽培。